# HD 37605
HD 37605 är en ensam stjärna belägen i den mellersta delen av stjärnbilden Orion. Den har en skenbar magnitud av ca 8,67 och kräver åtminstone en stark handkikare eller ett mindre teleskop för att kunna observeras. Baserat på parallax enligt Gaia Data Release 2 på ca 21,3 mas, beräknas den befinna sig på ett avstånd på ca 153 ljusår (ca 47 parsek) från solen. Den rör sig närmare solen med en heliocentrisk radialhastighet på ca -22 km/s.

## Egenskaper
HD 37605 är en gul stjärna i huvudserien av spektralklass K0 V och är en metallrik, inaktiv stjärna. Den har en massa som är ungefär en solmassa, en radie som är ca 0,9 solradier och har ca 0,6 gånger solens utstrålning av energi från dess fotosfär vid en effektiv temperatur av ca 5 400 K.

## Planetsystem
Det finns två kända jätteplaneter i omloppsbana kring HD 37605. Planet b upptäcktes 2004 och planet c upptäcktes åtta år senare. Planeterna transiterar inte sett från Jorden, b:s maximala lutning är 88,1 procent. Observation har uteslutit planeter som är tyngre än 0,7 Jupitermassa med en period på minst ett år, vilket fortfarande möjliggör planeter vid 0,8 AE eller mer.
| Planet | Massa           | Halv storaxel (AE) | Siderisk omloppstid (d) | Excentricitet   | Inklination | Radie |
| ------ | --------------- | ------------------ | ----------------------- | --------------- | ----------- | ----- |
| b      | ≥2,69 ± 0,3 MJ  | 0,277 ± 0,015      | 55,01292 ± 0,00062      | 0,6745 ± 0,0019 | -           | -     |
| c      | ≥3,19 ± 0,38 MJ | 3,74 ± 0,21        | 2 720± 15               | 0,03 ± 0,012    | -           | -     |